# Чижа (деревня)
Чи́жа — деревня в Заполярном районе Ненецкого автономного округа России. Входит в состав Канинского сельсовета.

## География
Деревня находится в пограничной зоне на Конушинском берегу Белого моря, на северном (правом) берегу р. Чижа возле её устья.

## Улицы
- улица Бармина
- улица Набережная

## Население
| 2002 | 2010 |
| ---- | ---- |
| 123  | ↘99  |

Численность населения деревни, по данным Всероссийской переписи населения 2010 года, составляла 99 человек. На 1.01.2010 года числилось 133 человека.

## Экономика
Основное занятие населения — рыболовство. Участок СПК РК «Северный полюс».

## Транспорт
Регулярные авиарейсы один раз в неделю, из Нарьян-Мара на самолёте Ан-2 или на вертолёте Ми-8. Регулярные авиарейсы один раз в неделю, из Архангельска на самолёте Ан-2.

## Радио
- «Север FM» 102,0 FM